# Toxic Holocaust
Toxic Holocaust är ett amerikanskt speed- och thrashband med black metal-influenser. Bandet grundades 1999 och består av Joel Grind som spelar alla instrument och även alla instrument i hans förra enmansprojekt Hellvomit. Joel har också sjungit live med det japanska thrashbandet Barbatos.
Han spelar trummor i ett Misfits-tributband vid namn Grave Mistake.
Diverse livemedlemmar har varit med från turné till turné, då Joel oftast sjunger, eller sjunger och spelar gitarr.
Några av livemusikerna kommer från bland annat Destruktor och Nocturnal Grave.

## Medlemmar
Nuvarande medlemmar
- Joel Grind – basgitarr (1999–2008, 2015– ), trummor (1999–2008), sång, gitarr (1999– )
- Tyler Becker – trummor (2018– )
- Eric Eisenhauer – gitarr (2018– )

Tidigare medlemmar
- Al Positions (Alan Chambers) – trummor (2008–2009)
- Philthy Gnaast (Phil Zeller) – basgitarr (2008–2015)
- Nikki Rage (Nick Bellmore) – trummor (2009–2018)

Turnerande medlemmar
- Regan (aka Regan Destruktor) – basgitarr
- America – basgitarr
- Jarro (Jarro Raphael) – trummor
- Donnie of the Dead – trummor
- Hexx (Shannon Hush) – gitarr
- Whipstriker (Victor Vasconcellos) – basgitarr (2006)
- Jamie Walters – basgitarr (2006)
- Steve Kuhr – basgitarr (2006)
- Detonator – basgitarr (2006)
- Hugo Golon – trummor (2006)
- Excoriator (Sebastian Engelhardt) – trummor (2006)
- Charlie Bellmore – gitarr (2015–2018)
- Rob Gray – gitarr (2019– )

## Diskografi
Demo
- Radiation Sickness (1999) (kassett)
- Critical Mass (2002) (kassett)
- Promo 2004 (2004) (kassett)
- Demo 2007 (2007) (12" vinyl)

Studioalbum
- Evil Never Dies (2003)
- Hell on Earth (2005)
- An Overdose of Death... (2008)
- Conjure and Command (2011)
- Chemistry of Consciousness (2013)
- Primal Future: 2019 (2019)

Livealbum
- Live - Only Deaf is Real (2007) (kassett)

EP
- Gravelord (2009)

Singlar
- "Death Master" (2004)
- "Power from Hell" (2004)
- "Reaper's Grave" (2006)
- "Revelations" (2013)
- "Out of the Fire" (2013)
- "Life Is a Lie" (2013)
- "Max Overload" (2017)
- "Chemical Warlords" (2019)

Samlingsalbum
- Singapore / Malaysia Attack 2004 (2004)
- Toxic Thrash Metal (2004)
- From the Ashes of Nuclear Destruction (2013)

Annat
- Toxic Holocaust / Orchiniki (2001) (delad 7" singel)
- Implements of massdestruction / Nuclear apocalypse 666 (2002) (delad album med Hellacaust)
- HRPS Vol.1 (2004) (delad EP med Morbosidad)
- Outbreak of Evil (2004) (delad EP: Bestial Mockery / Toxic Holocaust / Vomitor / Nocturnal)
- Thrashbeast from Hell (2004) (delad album med Nocturnal)
- Blasphemy, Mayhem, War (2005) (delad album med Evil Damn / Chainsaw Killer)
- Speed Kills... Again (2007) (delad album: Toxic Holocaust / Avenger of Blood / Hatred / Merciless Death / Enforcer / Warbringer)
- Don't Burn the Witch (2006) (delad EP: Minotaur / Toxic Holocaust / Evil Angel / Goat Messiah)
- In the Sign of Sodom - Sodomaniac Tribute (2008) (delad EP: Bestial Mockery / Toxic Holocaust / Suicidal Winds / Vomitor / Nocturnal)
- Speed n' Spikes Vol. I (2008) (delad singel med Blüdwülf)
- Toxic Holocaust / Inepsy (2010) (delad EP)
- Japanese Benefit (2011) (delad singel med Midnight)
- Toxic Waste (2012) (delad EP med Municipal Waste)

Video
- Brazilian Slaughter 2006 (2008) (DVD)